# ATP Nizza 1991
L'ATP Nizza 1991 è stato un torneo di tennis giocato sulla terra rossa. È stata la 20ª edizione dell'ATP Nizza che fa parte della categoria World Series nell'ambito dell'ATP Tour 1991. Si è giocato a Nizza in Francia dal 15 al 21 aprile 1991.

## Campioni

### Singolare
Martín Jaite ha battuto in finale  Goran Prpić 3-6, 7-6(1), 6-3

### Doppio
Rikard Bergh /  Jan Gunnarsson hanno battuto in finale  Vojtěch Flégl /  Nicklas Utgren   6-4, 4-6, 6-3